# Троїцька волость (Бахмутський повіт)
Троїцька волость — адміністративно-територіальна одиниця Бахмутського повіту Катеринославської губернії.
Станом на 1886 рік складалася з 3 поселень, 2 сільських громад. Населення — 9678 осіб (4954 особи чоловічої статі та 4724 — жіночої), 2285 дворових господарств.
|                     | Площа, десятин | У тому числі орної, десятин |
| ------------------- | -------------- | --------------------------- |
| Сільських громад    | 25218          | 21393                       |
| Приватної власності | —              | —                           |
| Іншої власності     | 359            | 255                         |
| Загалом             | 25477          | 21648                       |

Поселення волості:
- Троїцьке — село при річці Лугань за 30 верст від повітового міста, 6000 осіб, 871 двір, православна церква, школа, 10 лавок, 3 ярмарки на рік. За 6 верст — мідно-плавний завод.
- Калинівське — село при річці Лугань та яру Сахнарівка, 3369 осіб, 464 двори, православна церква, школа, 5 лавок, щорічний ярмарок.